# Remilly-sur-Lozon

Remilly-sur-Lozon este o comună în departamentul Manche, Franța. În 1 ianuarie 2018 avea o populație de 662 de locuitori.